# Kiwalik River
Der Kiwalik River ist ein etwa 153 Kilometer langer Zufluss der Tschuktschensee im Nordosten der Seward-Halbinsel im US-Bundesstaat Alaska.

## Verlauf
Der Kiwalik River entspringt an der Nordwestflanke des Granite Mountains auf einer Höhe von 400 m. Er umfließt anfangs südlich die Weather Ridge und wendet sich anschließend nach Nordwesten und schließlich nach Norden. Der Kiwalik River mündet in das Südufer der Kiwalik-Lagune, die sich sechs Kilometer weiter nördlich zum Kotzebue-Sund hin öffnet. Im Mittelabschnitt weist der Fluss ein stark mäandrierendes Verhalten auf. Zehn Kilometer oberhalb der Mündung befindet sich die Siedlung Candle am westlichen Flussufer. Der Fluss entwässert ein Areal von etwa 2100 km².

## Name
Der Fluss erhielt seinen Eskimo-Namen 1880 von der britischen Admiralität.